# Monument Hills
Monument Hills est une census-designated place du comté de Yolo, dans l'État de Californie, aux États-Unis. En 2020, elle compte une population de 1 702 habitants.